# 佛肚苣苔
佛肚苣苔（学名：Oreocharis longifolia）为苦苣苔科马铃苣苔属下的一个种。